# Ориндж (округ, Северная Каролина)
Округ Ориндж (англ. Orange County) располагается в штате Северная Каролина, США. Официально образован в 1752 году. По состоянию на 2010 год, численность населения составляла 133 801 человек.

## География
По данным Бюро переписи США, общая площадь округа равняется 1038,591 км2, из которых 1030,821 км2 суша и 7,770 км2 или 0,800 % это водоёмы.

## Население
По данным переписи населения 2000 года в округе проживает 118 227 жителей в составе 45 863 домашних хозяйств и 26 141 семей. Плотность населения составляет 114,00 человек на км2. На территории округа насчитывается 49 289 жилых строений, при плотности застройки около 48,00-ми строений на км2. Расовый состав населения: белые — 78,05 %, афроамериканцы — 13,79 %, коренные американцы (индейцы) — 0,39 %, азиаты — 4,10 %, гавайцы — 0,02 %, представители других рас — 1,96 %, представители двух или более рас — 1,71 %. Испаноязычные составляли 4,46 % населения независимо от расы.
В составе 28,30 % из общего числа домашних хозяйств проживают дети в возрасте до 18 лет, 44,60 % домашних хозяйств представляют собой супружеские пары проживающие вместе, 9,40 % домашних хозяйств представляют собой одиноких женщин без супруга, 43,00 % домашних хозяйств не имеют отношения к семьям, 28,10 % домашних хозяйств состоят из одного человека, 6,10 % домашних хозяйств состоят из престарелых (65 лет и старше), проживающих в одиночестве. Средний размер домашних хозяйств составляет 2,36 человека, и средний размер семьи 2,95 человека.
Возрастной состав округа: 20,30 % моложе 18 лет, 21,00 % от 18 до 24, 29,90 % от 25 до 44, 20,40 % от 45 до 64 и 20,40 % от 65 и старше. Средний возраст жителя округа 30 лет. На каждые 100 женщин приходится 90,10 мужчин. На каждые 100 женщин старше 18 лет приходится 86,70 мужчин.
Средний доход на домохозяйство в округе составлял 42 372 USD, на семью — 59 874 USD. Среднестатистический заработок мужчины был 39 298 USD против 31 328 USD для женщины. Доход на душу населения составлял 24 873 USD. Около 6,20 % семей и 14,10 % общего населения находились ниже черты бедности, в том числе — 9,00 % молодежи (тех, кому ещё не исполнилось 18 лет) и 7,40 % тех, кому было уже больше 65 лет.